# تقطيع (رياضيات)

حل معادلة تفاضلية جزئية من خلال طريقة عنصر نهائي.

في الرياضيات التقطيع هي معنية بطريقة تحويل الدوال المتصلة والنماذج والمعادلات إلى أجزاء منفصلة متساوية. وهذه العملية هي غالبا ما تحدث كأول خطوة لتحويلهم لشكل مناسب للتقييم العددى والتطبيق الرقمي علي أجهزة الحاسوب. معالجة البيانات علي الحاسوب يتطلب عمليات وطرق اخري تسمي التكميم . أن التفرع الثنائي هو حالة خاصة من التقطيع حيث ان عدد الفصول التي يتم التقطيع علي اساسها هو 2 , التي يمكنها تقريب متغير متصل ل متغير ثنائي وجعلها مناسبة لأغراض النمذجة.
ان التقطيع أيضا لها علاقة بالرياضيات التقطيع، وهي أيضا عنصر مهم في الحوسبة الحبيبية . وفي هذا السياق أن التقيطع قد يشير أيضا الي تعديل متغير في فئة التفاصيل، فمثلا عند تجميع المتغيرات المنفصلة المتعددة أو عند دمج الفئات المنفصلة المقطعة.
أينما يتم تقطيع وتفصيل البيانات المتصلة، فهناك دائما بعض الأخطاء الناتجة عن التقطيع .والهدف هنا يكون في تقليل كمية تلك الأخطاء الي مستوي يمكن أهماله لأغراض النمذجة التي بين يدينا.

## تقطيع النماذج الخطية حالية المحاور
ان عملية التقطيع أيضا متعلقة بتحويل المعادلات التفاضلية المتصلة الي معادلات فريقة مقسمة ومقطعة مناسبة للعمليات العددية.
 المعادلات الاتية هي لنموذج المحاور الحالية متصل الزمن  
{\displaystyle {\dot {\mathbf {x} }}(t)=\mathbf {A} \mathbf {x} (t)+\mathbf {B} \mathbf {u} (t)+\mathbf {w} (t)}
{\displaystyle \mathbf {y} (t)=\mathbf {C} \mathbf {x} (t)+\mathbf {D} \mathbf {u} (t)+\mathbf {v} (t)}
حيث أن الv و الw هما مصدران ضوضاء بيضاء ذات المتوسط صفر متصلة
{\displaystyle \mathbf {w} (t)\sim N(0,\mathbf {Q} )}
{\displaystyle \mathbf {v} (t)\sim N(0,\mathbf {R} )}
و هنا يمكن تقطيعها بفرض ان الدرجة الصفرية للداخل u و التكامل المتصل للضوضاء إلى v
{\displaystyle \mathbf {x} [k+1]=\mathbf {A} _{d}\mathbf {x} [k]+\mathbf {B} _{d}\mathbf {u} [k]+\mathbf {w} [k]}
{\displaystyle \mathbf {y} [k]=\mathbf {C} _{d}\mathbf {x} [k]+\mathbf {D} _{d}\mathbf {u} [k]+\mathbf {v} [k]}
مع التغايرات
{\displaystyle \mathbf {w} [k]\sim N(0,\mathbf {Q} _{d})}
{\displaystyle \mathbf {v} [k]\sim N(0,\mathbf {R} _{d})}
حيث أن
{\displaystyle \mathbf {A} _{d}=e^{\mathbf {A} T}={\mathcal {L}}^{-1}\{(s\mathbf {I} -\mathbf {A} )^{-1}\}_{t=T}}
{\displaystyle \mathbf {B} _{d}=\left(\int _{\tau =0}^{T}e^{\mathbf {A} \tau }d\tau \right)\mathbf {B} =\mathbf {A} ^{-1}(\mathbf {A} _{d}-I)\mathbf {B} }, إذا {\displaystyle \mathbf {A} } هي غير مفردة
{\displaystyle \mathbf {C} _{d}=\mathbf {C} }
{\displaystyle \mathbf {D} _{d}=\mathbf {D} }
{\displaystyle \mathbf {Q} _{d}=\int _{\tau =0}^{T}e^{\mathbf {A} \tau }\mathbf {Q} e^{\mathbf {A} ^{T}\tau }d\tau }
{\displaystyle \mathbf {R} _{d}={\frac {1}{T}}\mathbf {R} }
و الT هنا هي عينة تقطيع زمن الزمن حيث أن {\displaystyle \mathbf {A} ^{T}} هي مقلوب المصفوفة {\displaystyle \mathbf {A} }
وبخدعة ذكية لحساب ال Ad و الBd في خطوة واحدة باستخدام الخاصية الاتية
{\displaystyle e^{{\begin{bmatrix}\mathbf {A} &\mathbf {B} \\\mathbf {0} &\mathbf {0} \end{bmatrix}}T}={\begin{bmatrix}\mathbf {M_{11}} &\mathbf {M_{12}} \\\mathbf {0} &\mathbf {I} \end{bmatrix}}}
وبالتالي نحصل علي
{\displaystyle \mathbf {A} _{d}=\mathbf {M} _{11}}
{\displaystyle \mathbf {B} _{d}=\mathbf {M} _{12}}

### تقطيع عملية الضوضاء
ان التقييم العددي لل 
{\displaystyle \mathbf {Q} _{d}}  هو قليلا أكثر خداعا بسبب التكامل الأسي للمصفوفة. ولكن على الرغم من ذلك يمكن حسابها أولا بإنشاء المصفوفة ثم الحساب الأسي لها بعد ذلك . (فان لون، 1978).  
```

  

    

      

        

          
F

        

        
=

        

          

            
[

            

              

                

                  
−

                  

                    
A

                  

                

                

                  

                    
Q

                  

                

              

              

                

                  

                    
0

                  

                

                

                  

                    

                      
A

                    

                    

                      
T

                    

                  

                

              

            

            
]

          

        

        
T

      

    

    
{\displaystyle \mathbf {F} ={\begin{bmatrix}-\mathbf {A} &\mathbf {Q} \\\mathbf {0} &\mathbf {A} ^{T}\end{bmatrix}}T}

  

```

{\displaystyle \mathbf {G} =e^{\mathbf {F} }={\begin{bmatrix}\dots &\mathbf {A} _{d}^{-1}\mathbf {Q} _{d}\\\mathbf {0} &\mathbf {A} _{d}^{T}\end{bmatrix}}.}
بعد ذلك عملية تقطيع الضوضاء يمكن تقييمها بضرب مقلوب الجزء السفلي الأيمن من المصفوفة G في الجزء العلوي الأيمن من المصفوفة G
{\displaystyle \mathbf {Q} _{d}=(\mathbf {A} _{d}^{T})^{T}(\mathbf {A} _{d}^{-1}\mathbf {Q} _{d}).}

### الاستنتاج
بداية بالنموذج المتصل 
{\displaystyle \mathbf {\dot {x}} (t)=\mathbf {A} \mathbf {x} (t)+\mathbf {B} \mathbf {u} (t)}
نعرف بأن المصفوفة الأسية هي :
{\displaystyle {\frac {d}{dt}}e^{\mathbf {A} t}=\mathbf {A} e^{\mathbf {A} t}=e^{\mathbf {A} t}\mathbf {A} }
ومع ضرب النموذج مسبقا نجد :
{\displaystyle e^{-\mathbf {A} t}\mathbf {\dot {x}} (t)=e^{-\mathbf {A} t}\mathbf {A} \mathbf {x} (t)+e^{-\mathbf {A} t}\mathbf {B} \mathbf {u} (t)}
التي نعرفها بأنها
{\displaystyle {\frac {d}{dt}}(e^{-\mathbf {A} t}\mathbf {x} (t))=e^{-\mathbf {A} t}\mathbf {B} \mathbf {u} (t)}
ومع التكامل نجد..
{\displaystyle e^{-\mathbf {A} t}\mathbf {x} (t)-e^{0}\mathbf {x} (0)=\int _{0}^{t}e^{-\mathbf {A} \tau }\mathbf {B} \mathbf {u} (\tau )d\tau }
{\displaystyle \mathbf {x} (t)=e^{\mathbf {A} t}\mathbf {x} (0)+\int _{0}^{t}e^{\mathbf {A} (t-\tau )}\mathbf {B} \mathbf {u} (\tau )d\tau }
التي هي حل تحليلي للنموذج المتصل
والان يمكننا تقطيع المصطلح الذي بالأعلي. فنفترض ان u هي ثابتة أثناء كل خطوة زمنية.
 :{\displaystyle \mathbf {x} [k]\ {\stackrel {\mathrm {def} }{=}}\ \mathbf {x} (kT)}
{\displaystyle \mathbf {x} [k]=e^{\mathbf {A} kT}\mathbf {x} (0)+\int _{0}^{kT}e^{\mathbf {A} (kT-\tau )}\mathbf {B} \mathbf {u} (\tau )d\tau }
{\displaystyle \mathbf {x} [k+1]=e^{\mathbf {A} (k+1)T}\mathbf {x} (0)+\int _{0}^{(k+1)T}e^{\mathbf {A} ((k+1)T-\tau )}\mathbf {B} \mathbf {u} (\tau )d\tau }
{\displaystyle \mathbf {x} [k+1]=e^{\mathbf {A} T}\left[e^{\mathbf {A} kT}\mathbf {x} (0)+\int _{0}^{kT}e^{\mathbf {A} (kT-\tau )}\mathbf {B} \mathbf {u} (\tau )d\tau \right]+\int _{kT}^{(k+1)T}e^{\mathbf {A} (kT+T-\tau )}\mathbf {B} \mathbf {u} (\tau )d\tau }
يمكننا ان نلاحظ المصطلحات ذات الأقواس مثل {\displaystyle \mathbf {x} [k]} ،  والمصطلح الآخر يمكننا تبسيطه بالتعويض {\displaystyle v=kT+T-\tau }. و نفترض أيضا أن u هو ثابت طوال التكامل وبالتالي ينتج الاتي :
{\displaystyle {\begin{matrix}\mathbf {x} [k+1]&=&e^{\mathbf {A} T}\mathbf {x} [k]+\left(\int _{0}^{T}e^{\mathbf {A} v}dv\right)\mathbf {B} \mathbf {u} [k]\\&=&e^{\mathbf {A} T}\mathbf {x} [k]+\mathbf {A} ^{-1}\left(e^{\mathbf {A} T}-\mathbf {I} \right)\mathbf {B} \mathbf {u} [k]\end{matrix}}}.
التي هي حل دقيق لمسألة التقطيع

### التقريبات
ان عملية التقطيع الدقيقة أحيانا قد تصبح معقدة بسبب احتوائها علي المصفوفات الأسية وعمليات التكامل الثقيلة. وأن نقوم بحساب التقريبات للنموذج المقطع هو أكثر سهولة بناءا علي الخطوات الزمنية الصغيرة {\displaystyle e^{\mathbf {A} T}\approx \mathbf {I} +\mathbf {A} T} . وبذلك يصبح الحل التقريبي :
{\displaystyle \mathbf {x} [k+1]\approx (\mathbf {I} +\mathbf {A} T)\mathbf {x} [k]+T\mathbf {B} \mathbf {u} [k]}
هناك بعض صور التقريبات الأخرى المحتملة {\displaystyle e^{\mathbf {A} T}\approx \left(\mathbf {I} -\mathbf {A} T\right)^{-1}} and {\displaystyle e^{\mathbf {A} T}\approx \left(\mathbf {I} +{\frac {1}{2}}\mathbf {A} T\right)\left(\mathbf {I} -{\frac {1}{2}}\mathbf {A} T\right)^{-1}} . كل منهما يحتوي على صفات استقرار مختلفة . والمصطلح الأخير معروف باسم التحويل الثنائي الخطي أو تحويل تستن وهو يحتفظ بصفات الثبات لنظام.

## تقطيع الصفات المتصلة
في الاحصائيات وتعليم الآلة ان التقطيع يشير الي عملية تحويل الصفات المتصلة أو المتغيرات الي صفات مقطعة.وهذا يمكنه انه يكون مفيد عندما نعمل في دوال الاحتمالات الكبيرة.

## التقطيع في العمارة
ان عملية التقطيع هي إجراء تصميمي يهدف بشكل خاص الى تبسيط الاسطح ذات الانحناء المزدوج إلى اشكال اصغر قابلة للبسط  وبالتالي أسهل للبناء.

### امثلة

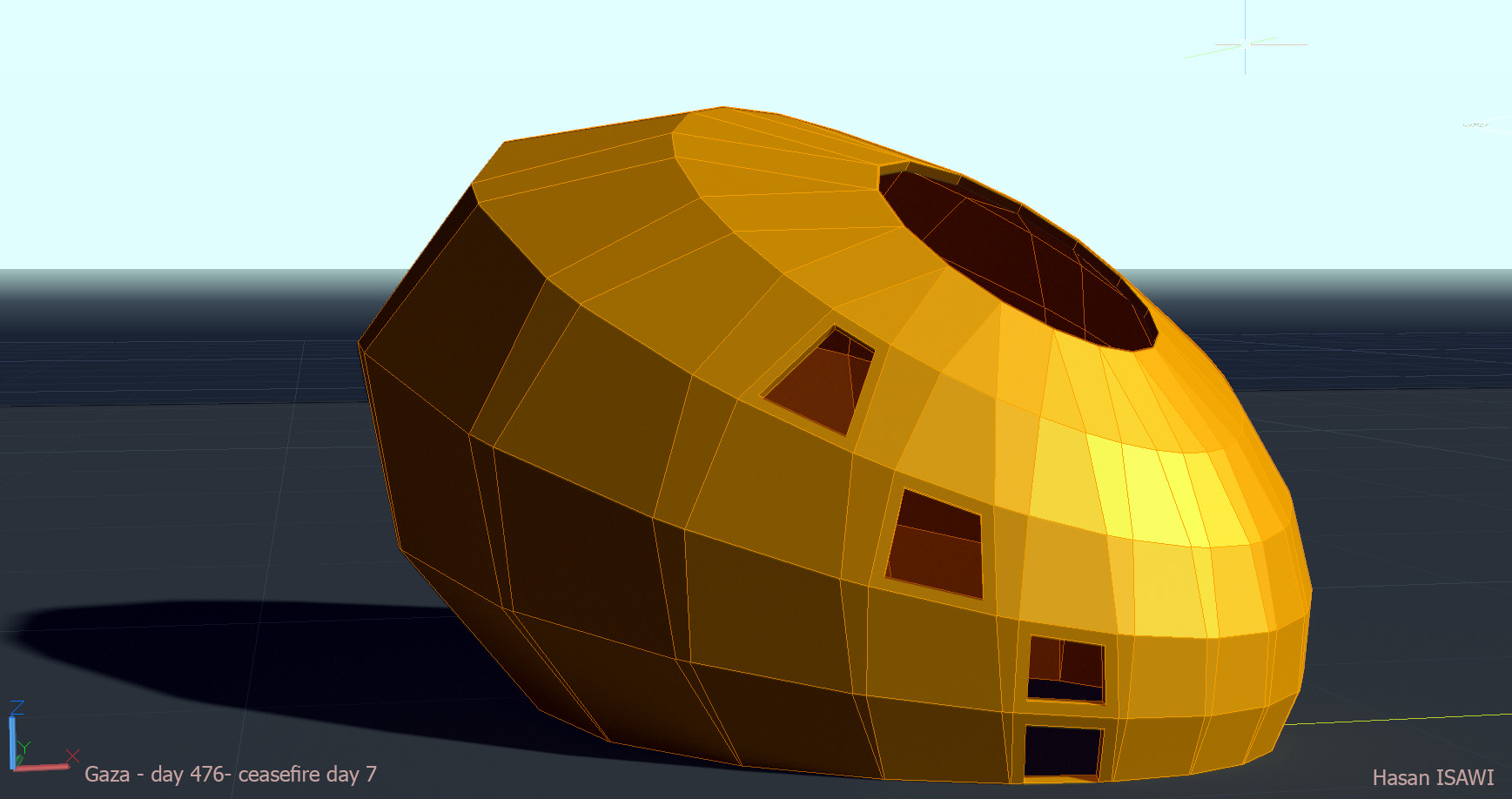
تقريب متعدد السطوح لسطح اهليجي عام، مع الاوفست والفتحات الملائمة لوجوه المتعدد